# Alberndorf in der Riedmark
Pour les articles homonymes, voir Alberndorf.
Alberndorf in der Riedmark est une commune autrichienne du district d'Urfahr-Umgebung en Haute-Autriche.